# Internazionali di Francia 1957
Gli Internazionali di Francia 1957 (conosciuti oggi come Open di Francia o Roland Garros) sono stati la 56ª edizione degli Internazionali di Francia di tennis. Si sono svolti sui campi in terra rossa dello Stade Roland Garros di Parigi in Francia.
Il singolare maschile è stato vinto da Sven Davidson, che si è imposto su Herbert Flam in tre set col punteggio di 6–3, 6–4, 6–4. Il singolare femminile è stato vinto da Shirley Bloomer, che ha battuto in due set la statunitense Dorothy Knode. Nel doppio maschile si sono imposti Malcolm Anderson e Ashley Cooper. Nel doppio femminile hanno trionfato Shirley Bloomer e Darlene Hard. Nel doppio misto la vittoria è andata a Vera Pužejová in coppia con Jirí Javorský.

## Seniors

### Singolare maschile
Sven Davidson ha battuto in finale  Herbert Flam con il punteggio di 6–3, 6–4, 6–4.

### Singolare femminile
Shirley Bloomer ha battuto in finale  Dorothy Knode con il punteggio di 6–1, 6–3.

### Doppio maschile
Malcolm Anderson /  Ashley Cooper hanno battuto in finale  Don Candy /  Mervyn Rose con il punteggio di 6–3, 6–0, 6–3.

### Doppio Femminile
Shirley Bloomer /  Darlene Hard hanno battuto in finale  Yola Ramírez /  Rosie Reyes con il punteggio di 7–5, 4–6, 7–5.

### Doppio Misto
Vera Pužejová /  Jirí Javorský hanno battuto in finale  Edda Buding /  Luis Ayala con il punteggio di 6–3, 6–4.